# Grange Park (stacja kolejowa)
Grange Park (kod stacji: GPK) - stacja kolejowa w Londynie, na terenie London Borough of Enfield, zarządzana i obsługiwana przez First Capital Connect. W roku statystycznym 2008-09 skorzystało z niej ok. 267 tysięcy pasażerów. 

## Galeria

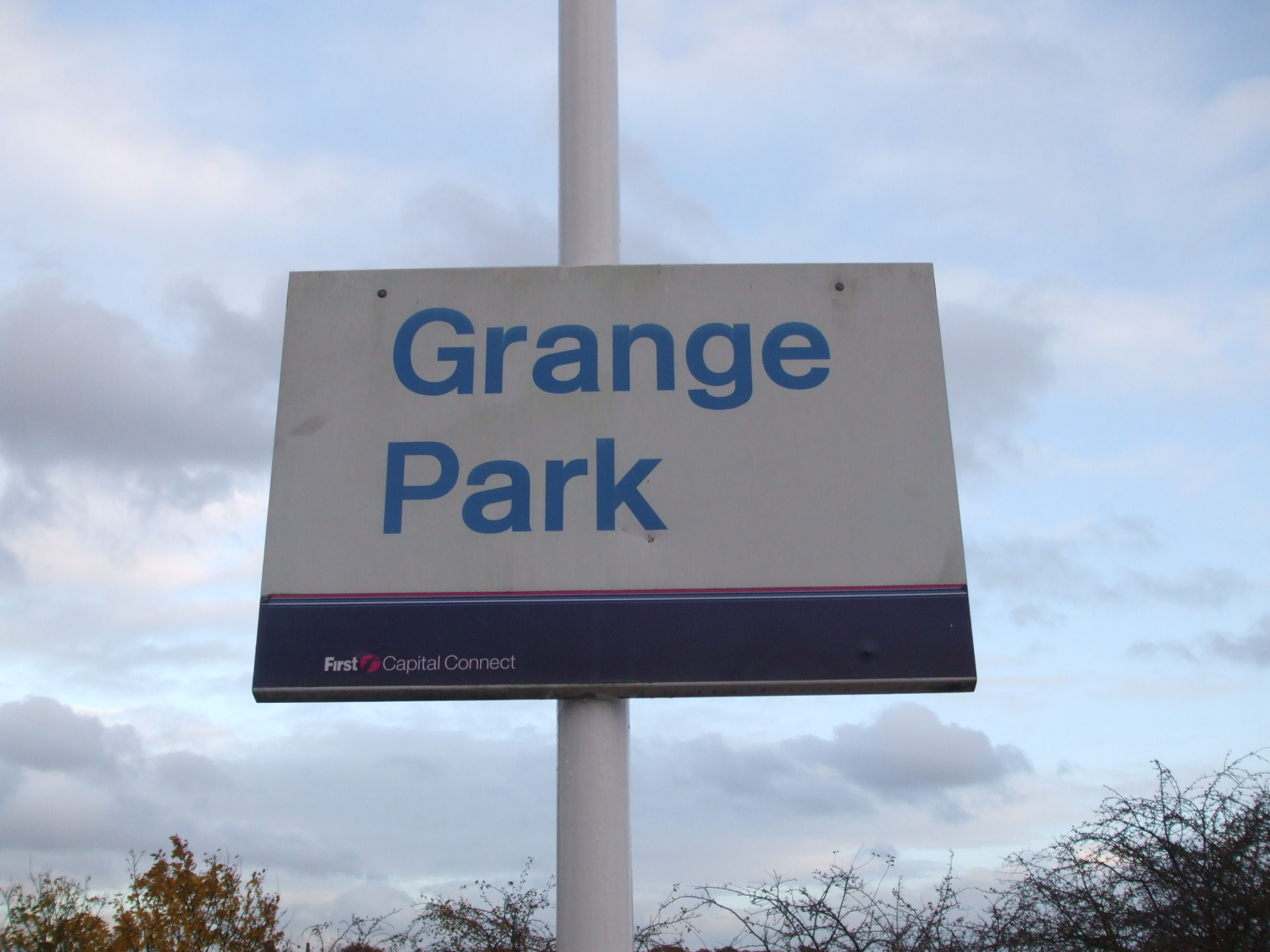
Tablica z nazwą stacji
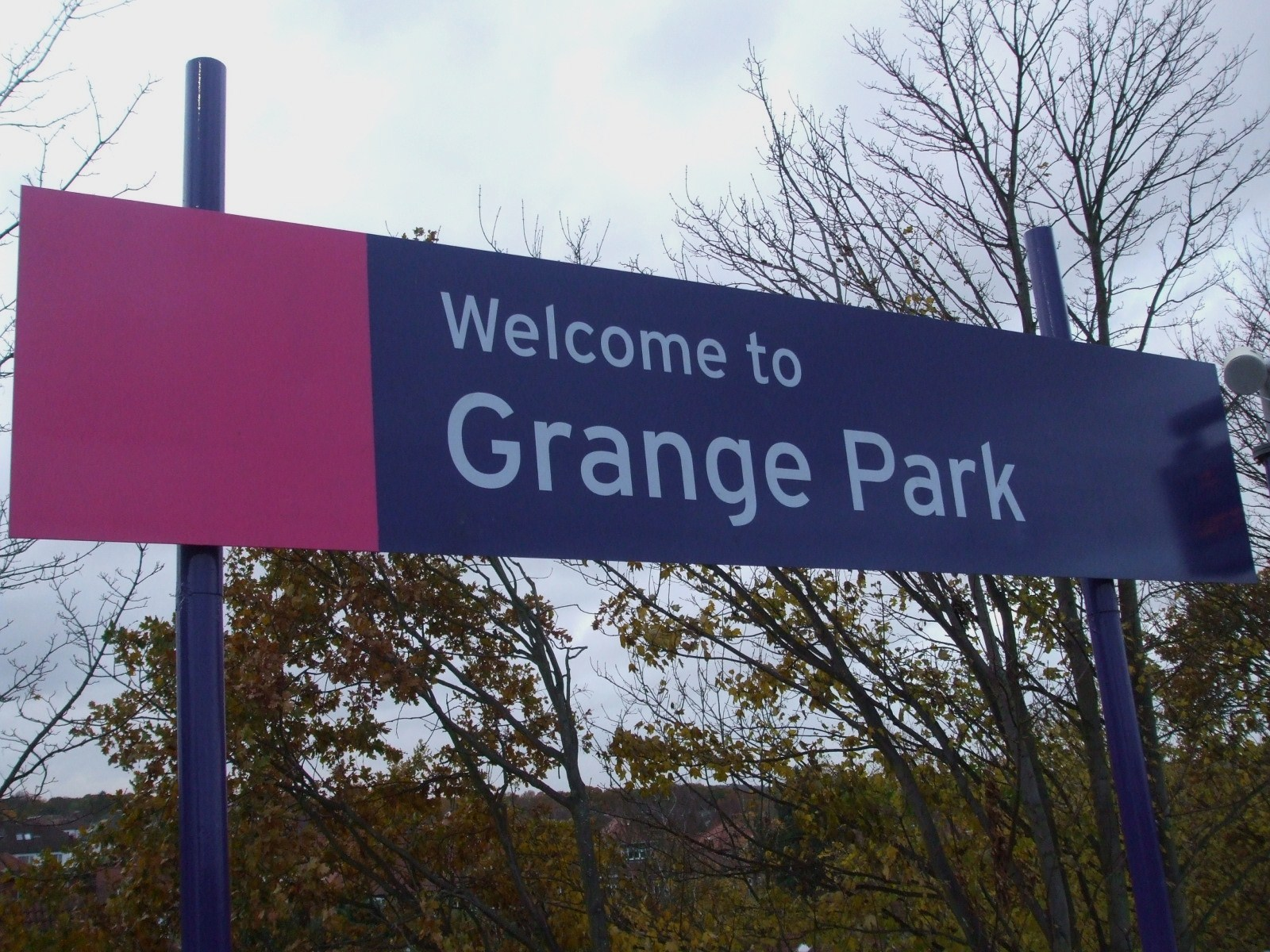
Inna wersja tablicy z nazwą stacji
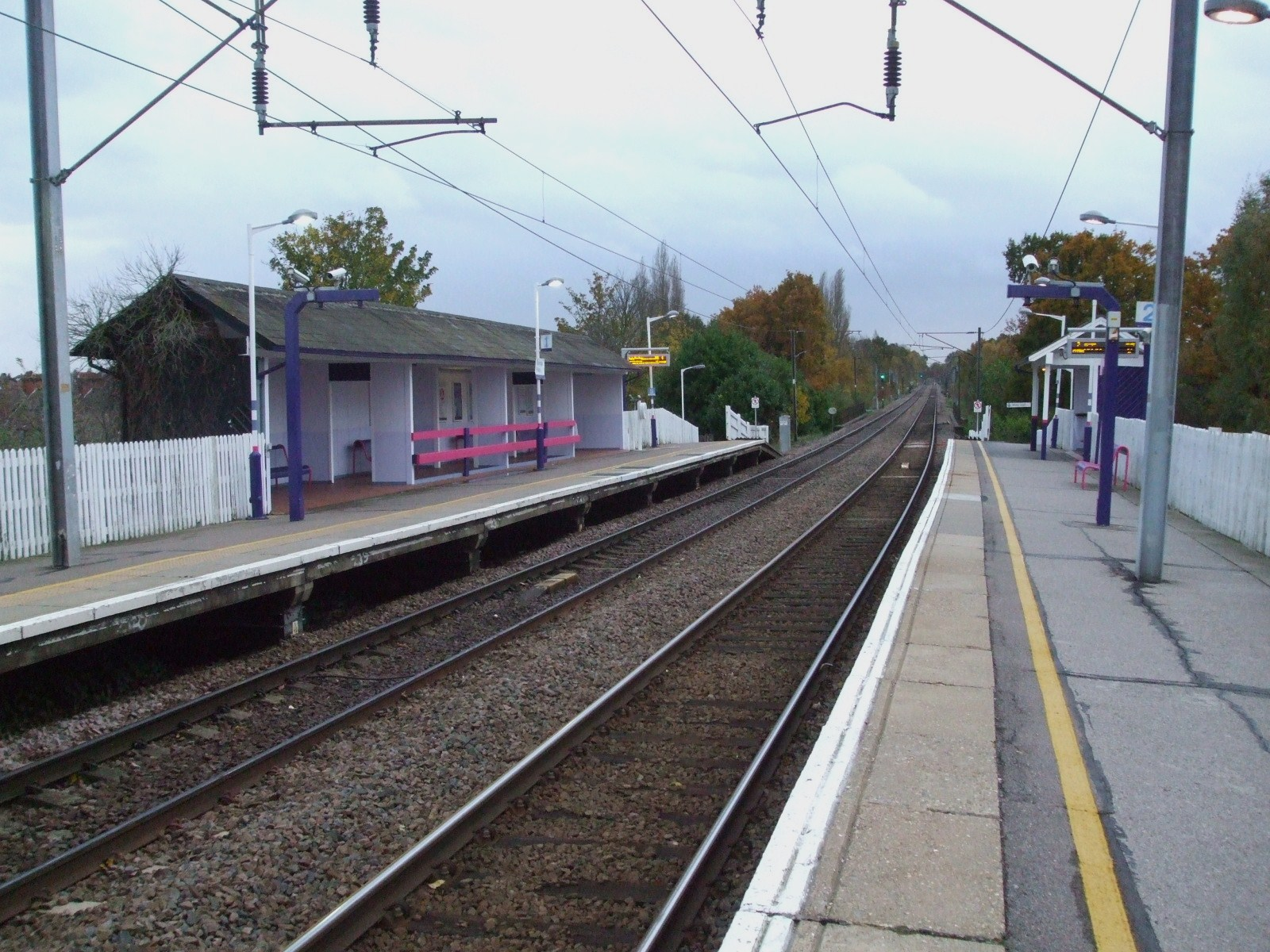
Perony
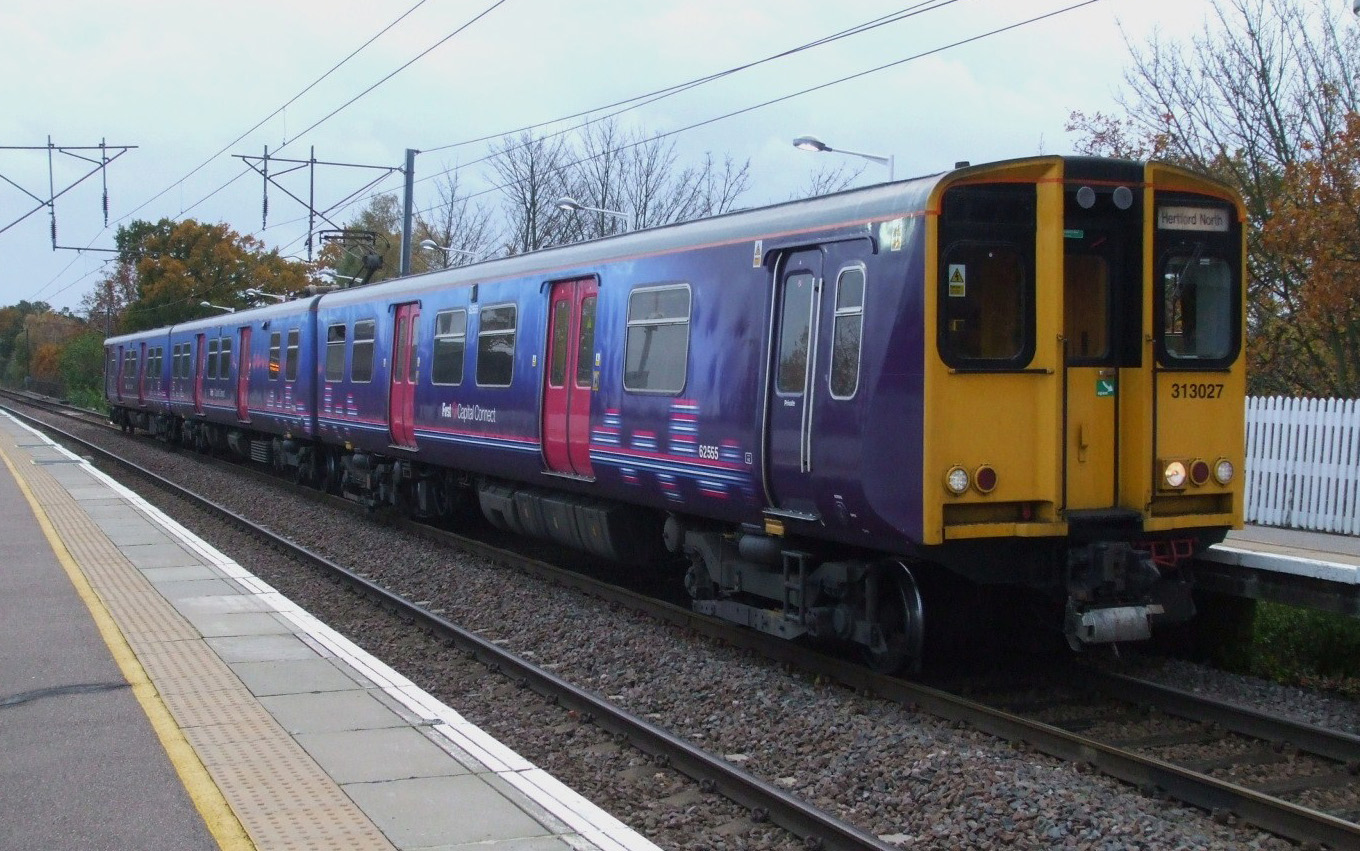
Pociąg typu British Rail Class 313 na stacji